# Eduardo Paiva Lopes
Eduardo Paiva Lopes, é um arquiteto português.

## Biografia
Destacam-se entre os seus projetos arquitetónicos, os seguintes: 
- Edifício do Banco Crédit Franco-Portugais (projecto conjunto com Manuel Silva Fernandes - Prémio Valmor, 1985.
- Piscina dos Olivais (projeto conjunto com Barros da Fonseca[1]